# Tercer sector
El tercer sector és l'espai de relacions socioeconòmiques conformat per un conjunt d'entitats o organitzacions que no tenen afany de lucre, són no governamentals i són finançades, en gran part, pel sector públic. El terme “tercer sector” sorgeix per definir les entitats no governamentals i no lucratives, en contraposició al “primer sector” o sector públic (governamental i no lucratiu), i al “segon sector” o sector de l'empresa privada.
El tercer sector social realitza un conjunt d'activitats voluntàries que sorgint de l'esfera privada de la ciutadania tenen una projecció en tercers, és a dir, en l'esfera pública. És la gestió de serveis públics des de la societat civil. L'activitat que es realitza en les entitats pot ser remunerada o voluntària. Tot i que el treball voluntari és important, el fet que l'entitat sigui sense lucre no implica que no pugui tenir treballadors assalariats, ja que el salari no és un benefici. El tercer sector té com a objectiu final aconseguir la promoció de la persona, reduir les desigualtats socioecònomiques i evitar l'exclusió social.
El tercer sector forma part de l'economia social i engloba tres grans grups: les entitats d'acció social –o tercer sector d'acció social–, les entitats d'ajuda al desenvolupament -de cooperació o desenvolupament– i totes aquelles entitats que, tot i que poden participar en el mercat, la seva organització és cooperativa o horitzontal –el cas més clar és el del cooperativisme.